# Szent Blezilla
Szent Blezilla (latinul: Blaesilla), (Róma, 364 – Róma, 384. január 22.) szentként tisztelt fiatalon elhunyt római özvegy.
Szent Paula leányaként született. Alig 7 hónapnyi házasság után özvegységre jutott, és világias életét jámbor életformára cserélte felː egyszerűen kezdett öltözködni, rendszeresen és sokat imádkozott, olvasta a Szentírást, fáradhatatlanul segítette a szegényeket. Mindössze 20 éves volt, amikor elhunyt. Édesanyja túlélte őt, és ezt a levelet kapta Szent Jeromostólː
„Ha Blezillát e világ élvezetei közül ragadta volna el a korai halál, akkor valóban siratni kellene. Most azonban, mikor az Úr segítségével úgyszólván második keresztségben, megtérésében újra megtisztult és e világnak ellene mondott, vigyázz Paula, hogy az Úr Krisztus szemrehányást ne tegyenː »Elégedetlen vagy Paula, hogy a te leányod az én leányom lett?«”
Blezillát az egyház szentként tiszteli és halála napján üli meg ünnepét.